# Alex Kamianecky
Alex Kamianecky (Hanôver, 9 de dezembro de 1945) é um ex-futebolista alemão naturalizado brasileiro.
Alex foi um zagueiro exemplo de disciplina, ganhador do Prêmio Belfort Duarte, em 10 de agosto de 1977, e símbolo de dedicação ao America Football Club,

## Biografia
Chegou ao America do Rio oriundo do Clube Esportivo Aimoré, de São Leopoldo, pelo qual se profissionalizou e atuou em 1965 e 1966.
Não tardaria a integrar o elenco principal do America, fazendo sua estreia no empate em 2 a 2 contra o América Mineiro, no Mineirão. Já a estreia no Maracanã aconteceu a 25 de maio de 1967, na vitória por 4 a 2 sobre o Huracán, da Argentina, pelo Torneio Internacional Governador Negrão de Lima.
Em 1970, sob o comando do técnico João Saldanha, Alex fez parte da lista dos 40 pré-convocados para a fase de preparação para a Copa do Mundo daquele ano, mas acabou cortado sem chegar a vestir a camisa canarinho.
Realizou pelo clube rubro do Rio de Janeiro um total de 673 jogos entre 1967 e 1979, tendo sido campeão da Taça Guanabara, em 1974, e duas vezes vice-campeão (1967 e 1975). Durante 12 anos, foi capitão do time. Foi ainda eleito titular absoluto do time ideal do America do século XX, em votação realizada no ano de 2000. Alex permaneceu no America até 1979.
Ao receber passe livre e se transferir para o Sport Recife, fez questão de incluir em seu novo contrato uma cláusula para não jogar contra seu ex-clube.
Em 1980, defendeu o Sport Recife no Campeonato Brasileiro e, posteriormente no Estadual do Rio Grande do Norte, o América FC de Natal, conquistando o título.
Em 1981, atuou no Moto Club de São Luís, vencendo o Campeonato Maranhense. Encerrou a carreira no ano seguinte no São Cristóvão.
Apesar de atuar como zagueiro, nunca machucou um companheiro de profissão e tampouco teve histórico de contusões. Apenas uma hepatite, contraída em 1969, o afastou por 20 dias dos gramados.
Atualmente, mora em Canoas (RS), é empresário e ocupa-se também revelando jogadores para o futebol.
O seu nome foi imortalizado na Calçada da Fama do Maracanã.